# Cove Brook
Der Cove Brook ist ein Wasserlauf in Hampshire, England. Der Cove Brook entsteht als Marrow Brook am nördlichen Rand des Flughafens Farnborough. Er fließt in nördlicher Richtung durch Farnborough bis zu seiner Mündung in den Blackwater River.